# Кравченко, Анатолий Степанович
Анато́лий Степа́нович Кра́вченко (1908, Валки, Харьковская губерния — 1975, Москва) — генерал-майор Советской Армии, участник советско-финской и Великой Отечественной войны.

## Биография
Анатолий Степанович Кравченко родился в 1908 году в городе Валки (ныне — Харьковская область Украины). В мае 1932 года он был призван на службу в Рабоче-Крестьянскую Красную Армию. Окончил Одесскую военную авиационную школу пилотов, а в 1940 году — Военно-воздушную инженерную академию имени Н. Е. Жуковского. Участвовал в боях советско-финской войны.
Участвовал в боях Великой Отечественной войны, совершил 130 боевых вылетов, сбив 2 вражеских самолёта. С 25 июля 1941 года командовал 347-м истребительным авиаполком. Участвовал в Операции при вводе войск в Иран, в Керченско-Феодосийской десантной операции и Обороне Севастополя.
В 1942 году на Крымском фронте Кравченко был тяжело ранен и лишился части руки, после чего к лётной работе его не допустили, направив в оперативное управление Главного штаба Военно-воздушных сил РККА.
В послевоенное время Кравченко преподавал в Военно-воздушной инженерной академии имени Н. Е. Жуковского, был преподавателем кафедры оперативно-тактической подготовки, начальником кафедры тактики ВВС, начальником кафедры тактики и истории военного искусства. Являлся автором и соавтором более чем 100 научных работ, в том числе учебников, учебных пособий, учебно-методических материалов. Защитил кандидатскую диссертацию, был утверждён в звании профессора.
Умер в 1975 году, похоронен на Введенском кладбище (29 уч.).
Был награждён двумя орденами Красного Знамени, орденами Отечественной войны 1-й и 2-й степеней, двумя орденами Красной Звезды, рядом медалей.